# Lucia Tkácová
Lucia Tkáčová (ur. w 1977 roku na Słowacji) – artystka malarz.
Studiowała w Akademii Sztuk Pięknych w Bratysławie, gdzie od 2003 roku jest asystentem na Wydziale Malarstwa. Od 2000 roku pracuje wspólnie z Anettą Mona Chisą. W swojej sztuce często ironicznie komentują rzeczywistość i środowisko artystyczne – starają się również obnażyć mechanizmy nim kierujące. Z poczuciem humoru opowiadają o feminiźmie, krytykują instytucjonalny i rynkowy obieg sztuki.